# لوك سكانلان
لوك سكانلان هو فلاح وسياسي أمريكي، ولد في 16 أكتوبر 1841، وتوفي في 5 أبريل 1915. انتخب عضو جمعية ولاية ويسكونسن ‏.